# (39687) 1996 RL3
1996 أر أل 3 (ويعرف أيضًا باسم (39687) 1996 أر أل 3 وفق تسمية الكوكب الصغير) (بالإنجليزية: 1996 RL3)‏ هو كويكب ضمن حزام الكويكبات؛ وترتيبه 39687 من حيث الاكتشاف.
اكتُشف هذا الجُرم الفلكي بواسطة Paul G. Comba ‏ في 15 سبتمبر 1996.

## وصلات خارجية
- (39687) 1996 RL3 في قاعدة بيانات مختبر الدفع النفاث لأجرام النظام الشمسي الصغيرة

- الاكتشاف · مخطط المدار ·  العناصر المدارية · المعلمات المادية

- (39687) 1996 RL3 على موقع ويكي سكاي: DSS2, SDSS, GALEX, IRAS, Hydrogen α, X-Ray, Astrophoto, Sky Map, Articles and images